# Alle (Svizzera)
Alle (toponimo francese; in tedesco Hall, desueto) è un comune svizzero di 1 850 abitanti del Canton Giura, nel distretto di Porrentruy.

## Monumenti e luoghi d'interesse

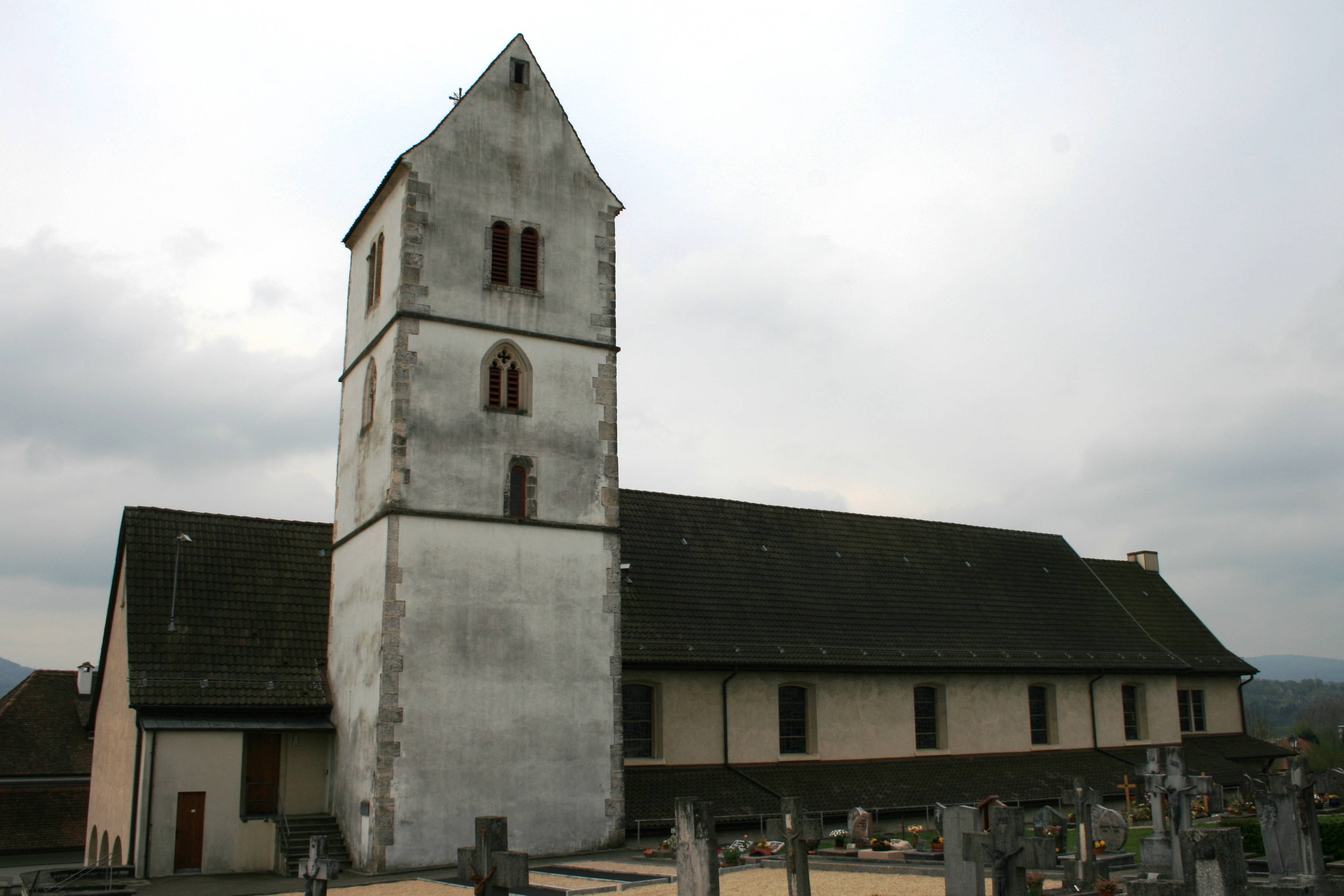
La chiesa di San Giovanni Evangelista

- Chiesa cattolica di San Giovanni Evangelista, attestata dal 1302[1];
- siti archeologici del Noir Bois e di Pré Monsieur[1].

## Società

### Evoluzione demografica
L'evoluzione demografica è riportata nella seguente tabella:
Abitanti censiti

## Infrastrutture e trasporti

La stazione di Alle

Alle è servito dall'omonima stazione sulla ferrovia Porrentruy-Bonfol.

## Amministrazione
Dal 1836 comune politico e comune patriziale sono uniti nella forma del commune mixte.